# (14977) Bressler
(14977) Bressler est un astéroïde de la ceinture principale.

## Description
(14977) Bressler est un astéroïde de la ceinture principale. Il fut découvert le 26 septembre 1997 à Linz par Erich Meyer. Il présente une orbite caractérisée par un demi-grand axe de 2,92 UA, une excentricité de 0,09 et une inclinaison de 1,7° par rapport à l'écliptique.

## Compléments